# Front démocratique des Comores
Pour les articles homonymes, voir Front démocratique.
Le Front démocratique des Comores est un parti politique comorien fondé en 1982.

## Histoire
Le Front démocratique des Comores fondé après les élections législatives comoriennes de 1982 se présente alors comme un parti communiste à tendance marxiste-léniniste, fondé par des jeunes diplômés pro-marxistes dans le but d'éduquer politiquement le peuple comorien dans les différents quartiers et l'amener à se soulever contre le pouvoir en place.
Le parti connaît une brutale répression en 1985, lorsque ses principaux leaders, dont Moustoifa Saïd Cheikh, sont emprisonnés pour leur implication dans une tentative de coup d'État en mars 1985 menée par certains militaires de la Garde présidentielle. 
Le parti contestataire s'implante dans les quatre îles de l'archipel des Comores ainsi que dans la diaspora en France, et critique le conservatisme de la société comorienne, la présence française à Mayotte ainsi que le régime dictatorial d'Ahmed Abdallah. 
Dans les années 1990, le parti veut sortir de la simple contestation, après le départ de certains militants non satisfaits par le fait de ne pas exercer de pouvoir ; Aboudou Soefo et Ahmed Mohamed, membres du parti, rejoignent alors le gouvernement de Saïd Mohamed Djohar en 1990. Le FDC fait également campagne pour le projet de nouvelle constitution du référendum de 1992.
Le parti termine 3e en nombre de voix lors des élections législatives de 1992 mais n'obtient que deux sièges, qui seront perdus lors des élections législatives anticipées de 1993.
En 1999, Aboudou Soefo provoque une scission avec le Front démocratique en soutenant le coup d'État d'Azali Assoumani et en fondant un nouveau parti de gauche réformiste, le Mouvement pour la Démocratie et le Socialisme ; ce dernier sera absorbé par la suite par la Convention pour le renouveau des Comores en 2004.
Moustoifa Saïd Cheikh, qui sera au gouvernement en 1998, est le candidat du Front démocratique des Comores pour l'élection présidentielle de 2002, finissant dernier du premier tour. Le parti intègre l'alliance politique du Camp des Îles Autonomes (en) lors des élections législatives de 2004, qui remporte 12 sièges.